# Live Bee Loud
LIVE BEE LOUD 〜THANKS GIVING〜 (ライブ ビー ラウド・サンクス ギヴィング?) è un doppio DVD degli High and Mighty Color, pubblicato il 28 gennaio 2009.

## L'album
La pubblicazione è strutturata in due DVD: il primo contiene l'ultima tappa del Live Bee Loud tour, tenutasi all'Akasaka Blitz di Okinawa il 18 ottobre 2008, e fu l'ultima esibizione della band con la cantante Mākii, che lasciò la band nel novembre 2008; il secondo DVD contiene il video della canzone "Here I am" e il "dietro le quinte" del concerto.

## Lista tracce
Testi e musiche degli High and Mighty Color, tranne dove indicato.

### Disco 1
1. OPENING – 1:50
2. OVER – 4:43
3. for Dear... – 4:25
4. "Here I am" – 5:08
5. Mirror (ミラー?) (Yūsuke, Mackaz) – 3:51
6. Enrai 〜Tooku ni Aru Akari〜 (遠雷 〜遠くにある明かり〜?) – 4:22
7. NOTICE – 10:15
8. a shape of love – 3:47
9. Garden of My Heart (ガーデン オブ MY ハート?) – 3:21
10. Meki Meki (メキメキ?) (Yūsuke) – 4:37
11. Hot Limit (Takanori Nishikawa, High and Mighty Color) – 4:51
12. Tegami (手紙?) (Yūsuke, SASSY) – 6:14
13. Haitoku no Jōnetsu (背徳の情熱?) – 5:05
14. Suiren／G∞VER (睡蓮／G∞VER?) – 7:41
15. energy – 5:19
16. Remember – 4:39
17. change – 6:51
18. Dive into Yourself – 5:10
19. Ichirin no Hana (一輪の花?) – 5:13
20. ENCORE 1: RUN☆RUN☆RUN – 16:26
21. ENCORE 2: Hana Fubuki (ENCORE 2 花ふぶき?) – 6:03
22. ENCORE 3: PRIDE – 6:06
23. ENDING – 3:18

### Disco 2
1. "Here I am" (Video) – 4:55
2. Special Off Shot Movie – 8:22

## Formazione
- Mākii – voce
- Yūsuke – voce
- Kazuto – chitarra solista; chitarra ritmica in "Here I am", Mirror e PRIDE; cori in OVER, "Here I am", Mirror e DIVE into YOURSELF; seconda voce in HOT LIMIT
- MEG – chitarra ritmica; chitarra solista in "Here I am", Mirror e PRIDE; cori in OVER, "Here I am", Mirror e DIVE into YOURSELF
- Mackaz – basso
- SASSY – batteria

## Curiosità
- Il concerto contenuto nel primo DVD era già precedentemente apparso nell'edizione speciale di BEEEEEEST.
- Nel finale di Tegami il batterista SASSY esegue un assolo. Anche il bassista Mackaz esegue un assolo, tra le tracce Suiren e G∞VER.
- Anche se sono udibili le parti di tastiere di Mai Hoshimura, lei non ha partecipato al concerto; esse sono campionate dalle versioni in studio dei brani.
- PRIDE presenta una introduzione a pianoforte e tastiere, mentre Mākii recita alcuni versi. Questa introduzione non è presente in nessun'altra versione del brano.